# 国民13万人がガチ投票! アニメソング総選挙
『国民13万人がガチ投票！ アニメソング総選挙』（こくみん13まんにんがガチとうひょう アニメソングそうせんきょ）は、2020年9月6日にテレビ朝日系列で放送された、アニメソングを題材とした投票企画バラエティ番組。
本記事では関連配信番組『アニメソング総選挙 後夜祭!! お願い！声優まつり presents アニメソング総選挙ベスト100 みんなで歌おうアフターパーティー！』（アニメソングそうせんきょ こうやさい おねがい せいゆうまつりプレゼンツ アニメソングそうせんきょベスト100 みんなでうたおうアフターパーティー）についても触れる。

## 概要
『お願い!ランキング』シリーズの派生特番である『○○総選挙』シリーズのひとつとして企画された特番で、7月20日に放送された『お菓子総選挙』放送後に開催及び投票受付が告知された。
7月31日までの投票期間に、シリーズ最多となる13万人からの投票が寄せられ、それを集計し、番組内では上位30曲を発表した。放送中ではオリジナル歌手本人によるスタジオライブやライブ映像も放送した。
これにあわせて、同じく『お願い!ランキング』シリーズからの派生イベントである『お願い！声優まつり』とのコラボレーション企画として、『アニメソング総選挙 後夜祭!! お願い！声優まつり presents アニメソング総選挙ベスト100 みんなで歌おうアフターパーティー！』が20時45分から22時55分まで、有料生配信番組として行われた。こちらでは放送外の31位から100位までのランキングを発表するとともに、一部の曲を声優による紹介文の朗読と、ゲスト出演者がカラオケで、またはオリジナル歌手本人が歌う形式を取った。この模様は10月23日（22日深夜）の『お願い!ランキング』でもダイジェスト版で放送されている。

## 出演者

### アニメソング総選挙
- 番組MC：爆笑問題（太田光、田中裕二）、ウエンツ瑛士
- アニソン王子（スペシャルナビゲーター）：尾上松也
- ゲスト：上川隆也、武田玲奈、高畑淳子、山田裕貴
- スペシャルサポーター：野原しんのすけ（声：小林由美子）
- スタジオライブゲスト：高橋洋子、WANDS、影山ヒロノブ、LiSA
- ナレーション：中尾隆聖、石田彰、沢城みゆき

### アフターパーティー
- 番組MC：三ツ矢雄二、森久保祥太郎
- ゲスト：中川翔子、高塚智人、石谷春貴、アイデンティティ（田島直弥、見浦彰彦）
- スペシャルゲスト：高橋洋子、きただにひろし
- ナレーション：関智一

## 投票結果
表中の凡例は以下の通り。
- 曲名の太字表記はオリジナル歌手本人によるスタジオライブで披露。備考の◎はライブ映像を挿入、○はアフターパーティーにてカラオケで歌われた楽曲。
- 使用の「OP」はオープニングテーマ、「ED」はエンディングテーマ、末尾の数字はそれぞれ使用順を示す。

### 1位 - 30位
| 順位 | 曲名                                | 歌手名                     | 作品名                                                   | 使用   | 備考        |
| ---- | ----------------------------------- | -------------------------- | -------------------------------------------------------- | ------ | ----------- |
| 1    | 残酷な天使のテーゼ                  | 高橋洋子                   | 新世紀エヴァンゲリオン                                   | OP     | ○           |
| 2    | 紅蓮華                              | LiSA                       | 鬼滅の刃                                                 | OP     | ○           |
| 3    | 宇宙戦艦ヤマト                      | ささきいさお               | 宇宙戦艦ヤマト                                           | OP     | ◎           |
| 4    | Butter-Fly                          | 和田光司                   | デジモンアドベンチャー                                   | OP     | ◎○          |
| 5    | タッチ                              | 岩崎良美                   | タッチ                                                   | OP1    | ◎○          |
| 6    | only my railgun                     | fripSide                   | とある科学の超電磁砲                                     | OP1    | ◎           |
| 7    | 紅蓮の弓矢                          | Linked Horizon             | 進撃の巨人（第1期）                                      | OP1    | ◎           |
| 8    | Get Wild                            | TM NETWORK                 | シティーハンター                                         | ED     | ◎○          |
| 9    | God knows…                          | 涼宮ハルヒ（平野綾）       | 涼宮ハルヒの憂鬱                                         | 挿入歌 | ◎           |
| 10   | インフェルノ                        | Mrs. GREEN APPLE           | 炎炎ノ消防隊（第1期）                                    | OP1    |             |
| 11   | サザエさん                          | 宇野ゆう子                 | サザエさん                                               | OP     | [ 注釈 7 ]  |
| 12   | ムーンライト伝説                    | DALI                       | 美少女戦士セーラームーン                                 | OP     |             |
| 13   | マジLOVE1000%                       | ST☆RISH                    | うたの☆プリンスさまっ♪マジLOVE1000%                      | ED     |             |
| 14   | 世界が終るまでは…                   | WANDS                      | SLAM DUNK                                                | ED2    |             |
| 15   | 君の知らない物語                    | supercell                  | 化物語                                                   | ED     |             |
| 16   | THE GALAXY EXPRESS 999(銀河鉄道999) | ゴダイゴ                   | 銀河鉄道999（劇場版）                                    | 主題歌 |             |
| 17   | CHA-LA HEAD-CHA-LA                  | 影山ヒロノブ               | ドラゴンボールZ                                          | OP1    |             |
| 18   | Snow halation                       | μ's                        | ラブライブ!School idol Project（第2期）                  | 挿入歌 | ◎           |
| 19   | 鉄腕アトム                          | 上高田少年合唱団           | 鉄腕アトム (アニメ第1作)                                 | OP2    | ◎           |
| 20   | 曇天                                | DOES                       | 銀魂                                                     | OP5    |             |
| 21   | オリオンをなぞる                    | UNISON SQUARE GARDEN       | TIGER & BUNNY                                            | OP1    |             |
| 22   | おどるポンポコリン                  | B.B.クィーンズ             | ちびまる子ちゃん                                         | ED1    |             |
| 23   | コネクト                            | ClariS                     | 魔法少女まどか☆マギカ                                    | OP     |             |
| 24   | 水の星へ愛をこめて                  | 森口博子                   | 機動戦士Ζガンダム                                        | OP2    | [ 注釈 10 ] |
| 25   | ルパン三世のテーマ（ヴォーカル版）  | ピートマック・ジュニア     | ルパン三世（第2期）                                      | OP2    |             |
| 26   | マジンガーZ                         | 水木一郎                   | マジンガーZ                                              | OP     |             |
| 27   | RAY OF LIGHT                        | 中川翔子                   | 鋼の錬金術師 FULLMETAL ALCHEMIST                         | ED5    |             |
| 28   | Catch the Moment                    | LiSA                       | 劇場版 ソードアート・オンライン -オーディナル・スケール- | 主題歌 | ◎           |
| 29   | Stories                             | Snow Man                   | ブラッククローバー                                       | OP11   |             |
| 30   | ハレ晴レユカイ                      | 平野綾・茅原実里・後藤邑子 | 涼宮ハルヒの憂鬱                                         | ED     |             |

## スタッフ
- 統括：奥川晃弘
- 構成：鈴木おさむ、樋口卓治、小杉四駆郎、安田聡太、羽柴拓、梅田道人、市川篤
- TM：高田格
- TD／SW：平間隆啓
- CAM：及川貴也
- 照明：小倉康裕
- 音声：長谷川新
- VE：渡部彪
- VTR：平田壮之介
- PA：宇都宮晋也
- 美術プロデューサー：小山晃弘
- デザイン：小柳千尋
- 美術進行：亀井直子（テレビ朝日クリエイト）
- 大道具：森田亮
- 小道具：小柳沙希
- 電飾：松本未希
- 装飾：島田祥子
- バルーン：橋本隆
- 特殊効果：釜田智志
- メイク：川口カツラ店
- EED：奈良直樹
- MA：藤井光洋
- 音効：矢部公英
- TK：安達真理
- 編成：新谷拓也、大松宏樹
- 宣伝：西田沙希
- デスク：石田涼子
- 技術協力：テレビ朝日サービス、ロッコウ・プロモーション、TSP
- 制作協力：UNITED PRODUCTIONS
- 制作スタッフ：高野裕基、福田真琴、長嶺由一郎、樋口元明、猪狩直光、栗山彩、松岡薫野、柴崎祐輔、金輝容、早川翔夏、小林美香、佐々木萌衣、吉田香南、王祐莉、市川寛望
- ディレクター：横堀健悟、川島圭太、小名大輝、森下和光、山本結城、眞木大輔、藤尾圭祐、地曳範剛、庄司金之助、ふくち剛
- チーフディレクター：久保信広、大岩タカユキ
- アシスタントプロデューサー：菊地裕衣子、鈴木園子、梶原亜季、木山達朗、小嶋悠介、村瀬桃子
- プロデューサー：北村麻美、木津優、大沢解都、伊部千佳子（メディア・バスターズ）、大橋豪（UNITED PRODUCTIONS）
- ゼネラルプロデューサー：樋口圭介
- 制作著作：テレビ朝日

### 備考注釈
1. ↑  中川と森久保によるカラオケ
2. 1 2 3  中川によるカラオケ
3. 1 2  高塚と石谷によるカラオケ
4. ↑  主演の三ツ矢雄二と日髙のり子による歌唱映像を紹介
5. ↑  三ツ矢と森久保によるカラオケ
6. ↑  森久保によるカラオケ
7. ↑  音源や映像の使用許可が下りなかったため出演者で合唱
8. ↑  テレビアニメ化前にキャラクターソングとして発売。
9. ↑  原作者の手塚治虫による歌唱映像を紹介
10. ↑  2019年発売の『GUNDAM SONG COVERS』でのセルフカバー版のMV映像を挿入
11. ↑  アイデンティティによるカラオケ
12. ↑  テレビアニメ化前に原作ゲームの主題歌として発売。
13. ↑  中川とアイデンティティ見浦によるカラオケ
14. ↑  高塚によるカラオケ
15. ↑  原曲「一番の宝物 (Yui ver.)」は挿入歌。
16. ↑  中川とアイデンティティ田島によるカラオケ

### ユニットメンバー
1. ↑  一十木音也（寺島拓篤）、聖川真斗（鈴村健一）、四ノ宮那月（谷山紀章）、一ノ瀬トキヤ（宮野真守）、神宮寺レン（諏訪部順一）、来栖翔（下野紘）
2. ↑  春風どれみ（千葉千恵巳）、藤原はづき（秋谷智子）、妹尾あいこ（松岡由貴）
3. ↑  ココア（佐倉綾音）、チノ（水瀬いのり）、リゼ（種田梨沙）、千夜（佐藤聡美）、シャロ（内田真礼）